# Perilitus kannaujensis
Perilitus kannaujensis is een insect dat behoort tot de orde vliesvleugeligen (Hymenoptera) en de familie van de schildwespen (Braconidae). De wetenschappelijke naam van de soort werd voor het eerst geldig gepubliceerd door Shamim, Ahmad & Samiuddin in 2008.